# 1915 en mathématiques
| Années des mathématiques : 1912 - 1913 - 1914 - 1915 - 1916 - 1917 - 1918    |
| Décennies des mathématiques : 1880 - 1890 - 1900 - 1910 - 1920 - 1930 - 1940 |

Cet article présente les faits marquants de l'année 1915 en mathématiques.

## Évènements
- 1er février : dans un article intitulé Sur une courbe dont tout point est un point de ramification présenté à l'Académie des Sciences de Paris, le mathématicien polonais Wacław Sierpiński décrit une fractale, le triangle de Sierpiński[1].

## Naissances

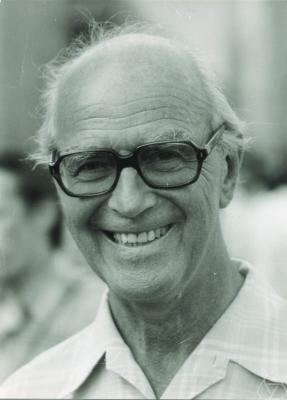
Gustave Choquet

- 7 janvier : Gottfried E. Noether (mort en 1991), mathématicien allemand puis américain.
- 21 janvier : André Lichnerowicz (mort en 1998), mathématicien français.
- 31 janvier : Gilbert Walusinski (mort en 2006), mathématicien et syndicaliste français.
- 11 février :
  - Richard Hamming (mort en 1998), mathématicien américain, l'un des pères fondateurs de la théorie des codes.
  - Kiiti Morita (mort en 1995), mathématicien japonais.
- 19 février : Milton Abramowitz (mort en 1958), mathématicien américain.
- 21 février : Evgueni Lifchits (mort en 1985), physicien et mathématicien russe.
- 5 mars : Laurent Schwartz (mort en 2002), mathématicien français, médaille Fields en 1950.
- 1er mars : Gustave Choquet (mort en 2006), mathématicien français.
- 12 mars : László Fejes Tóth (mort en 2005), mathématicien hongrois.
- 16 mars : Kunihiko Kodaira (mort en 1997), mathématicien japonais, médaille Fields en 1954.
- 17 mars : Wolfgang Döblin (mort en 1940), mathématicien d'origine allemande travaillant en France.
- 24 mars : Paul Lorenzen (mort en 1994), philosophe et mathématicien allemand.
- 12 avril : Kari Karhunen (mort en 1992), mathématicien probabiliste et statisticien finlandais.
- 29 avril : Gerhard Hochschild (mort en 2010), mathématicien américain.
- 6 mai : Ronald Rivlin (mort en 2005), mathématicien américain d'origine britannique.
- 18 mai : Feliks Barański (mort en 2006), mathématicien polonais.
- 19 mai : Wolfgang Heinrich Johannes Fuchs (mort en 1997), mathématicien allemand.
- 3 juin : Yehoshua Bar-Hillel (mort en 1975), philosophe, linguiste et mathématicien israélien.
- 18 juin : Alice T. Schafer (morte en 2009), mathématicienne américaine.
- 8 juillet : Kenneth O. May (mort en 1977), mathématicien et historien des mathématiques américain.
- 14 août : Robert Sorgenfrey (mort en 1995), mathématicien américain.
- 1er septembre : Olive Jean Dunn (morte en 2008), mathématicienne américaine.
- 7 septembre : Kiyoshi Itō (mort en 2008), mathématicien japonais.
- 8 septembre : Yehoshua Bar-Hillel (mort en 1975), philosophe, linguiste et mathématicien israélien.
- 22 septembre : Enriqueta González Baz (morte en 2002), mathématicienne mexicaine.
- 25 octobre : Ivan Niven (mort en 1999), mathématicien américain et canadien.
- 27 octobre : Robert Alexander Rankin (mort en 2001), mathématicien écossais.
- 27 novembre : Donald Whitney (mort en 2007), mathématicien et statisticien américain.
- 27 décembre : Lionel Cooper (mort en 1979), mathématicien sud-africain.

## Décès
- 15 janvier : Nikolaï Oumov (né en 1846), physicien, mathématicien et philosophe russe.
- 5 février : Henri Auguste Delannoy (né en 1833), mathématicien et historien français.
- 15 mars : Karol Olszewski, mathématicien, physicien et chimiste polonais.
- 24 mars : Karol Olszewski (né en 1846), mathématicien, physicien et chimiste polonais.
- 21 septembre : Georges-Léon Piarron de Mondésir (né en 1838), militaire, inspecteur des finances et mathématicien français.
- 28 novembre : Nicolae Culianu (né en 1832), mathématicien et astronome moldave, puis roumain.